# Arizcun
Arizcun (Arizkun en euskera y oficialmente) es una localidad y un lugar de la Comunidad Foral de Navarra perteneciente al municipio de Baztán. El lugar de Arizcun incluye además de esta localidad los barrios de Aincialde, Bozate, Ordoqui, Aritzakun y Pertalas.   
Está situado en la Merindad de Pamplona, en la comarca de Baztán, y a 62 km de la capital de la comunidad, Pamplona. Su población en 2014 fue de 577 habitantes (INE).

## Geografía física

### Situación
La localidad de Arizkun está situada en la parte central del municipio de Baztan a una altitud de 278 m s. n. m. Su término limita al norte con el término de los lugares de Amaiur de Baztan; al este con el de Erratzu; al sur con el de Elizondo y al oeste con el de Azpilkueta.
|                   | Norte: Amaiur |              |
| Oeste: Azpilcueta |               | Este: Errazu |
|                   | Sur: Elizondo |              |

## Demografía

### Evolución de la población
| Gráfica de evolución demográfica de Arizcún entre 2000 y 2010 |
|                                                               |
| Datos según el nomenclátor publicado por el INE.              |

### Distribución de la población
El lugar de Arizcun incluye las siguientes entidades de población, según el nomenclátor de población publicado por el INE (Instituto Nacional de Estadística). Los datos de población se refieren a 2014
| Entidad de Población | Población (2014) |
| -------------------- | ---------------- |
| Aintzialde           | 50               |
| Arizkun              | 353              |
| Bozate               | 96               |
| Ordoki               | 55               |
| Pertalats            | 23               |